# Stupino
Stupino (ros. Сту́пино) – miasto w Rosji, w obwodzie moskiewskim położone na południe od Moskwy, centrum administracyjne rejonu stupinowskiego.
W mieście rozwinął się przemysł maszynowy, chemiczny oraz metalowy.

## Sport
- Kapitan Stupino – klub hokejowy

## Miasta partnerskie
- Telgte (1995)